# Willem Bilderdijk
Willem Bilderdijk (n. Ámsterdam, 7 de septiembre de 1756 - Haarlem, 18 de diciembre de 1831) fue un poeta neerlandés, hijo de un médico de Ámsterdam. Cuando tenía seis años de edad tuvo un accidente y quedó incapacitado por diez años, por lo que desarrolló hábitos de estudio continuo y concentrado. Sus padres fueron ardientes partidarios de la Casa de Orange-Nassau y Bilderdjik creció con fuertes convicciones monarquistas y calvinistas.
Tras estudiar en la Universidad de Leiden, Bilderdijk obtuvo su doctorado en Derecho en 1782 y comenzó a ejercer como abogado en La Haya. Tres años más tarde, contrajo matrimonio con Rebecca Woesthoven. En 1795, se negó a jurar lealtad a la nueva República Bátava, por lo que fue obligado a abandonar los Países Bajos. Estuvo en Hamburgo y, luego, en Londres. Allí tuvo como pupila a Katharina Wilhelmina Schweickhardt (1776-1830), hija de un pintor danés y poetisa. Cuando abandonó Londres en junio de 1797 con rumbo a Brunswick, Wilhelmina lo siguió y, después de que se divorciara de su primera esposa, se casaron en 1802.
En 1806, fue persuadido por sus amigos de volver a Holanda, donde la República Bátava había sido reemplazada por una monarquía cuyo primer rey fue Luis Bonaparte, un hermano del emperador francés Napoleón Bonaparte. Luis Bonaparte recibió amablemente a Bilderdijk y lo convirtió en su bibliotecario y miembro de la Academia real neerlandesa de artes y ciencias, de la cual eventualmente se convirtiera en presidente (1809-1811). Bilderdijk también enseñó al rey a hablar neerlandés, aunque en una ocasión dijo que era el "Konijn van 'Olland" ("conejo de 'Olland"), en lugar de "Koning van Holland" ("Rey de Holadna"), debido a su dificultad para dominar la pronunciación. 
Tras la abdicación de Luis Bonaparte, Bilderdujk padeció gran pobreza. Con el ascenso de Guillermo I en 1813, esperaba convertirse en profesor, pero para su decepción, solo llegó a ser tutor de historia en Leiden. Continuó con su vigorosa campaña contra las ideas liberales hasta su muerte en Haarlem en 1831.
Bilderdijk fue el fundador del movimiento espiritual denominado "Het Réveil", que intentaba dar una respuesta cristiana a los ideales de la Revolución francesa. Entre sus discípulos se encontraron Abraham Capadose, Willem de Clercq, Guillaume Groen van Prinsterer y, especialmente, Isaac da Costa, quien lo llamaba su maestro "antirrevolucionario, anti-Barneveldtiano, anti-Loevesteinish y antiliberal".

## Honores
Actualmente, existe en un museo dedicado a Bilderdijk en Ámsterdam.

### Eponimia
- (Polygonaceae) Bilderdykia Dumort.[2]